# 今井城 (武蔵国都筑郡)
今井城（いまいじょう）、または今井砦（いまいとりで）は、神奈川県横浜市保土ケ谷区今井町にあった日本の城（砦）。木曽義仲の家人・今井兼平の居城とする伝承がある。

## 概要
帷子川の支流・今井川左岸に面した丘陵部から南向きに張り出す一尾根筋に立地し、現在「城山稲荷」と呼ばれる稲荷社のある東西15メートル×南北20メートルほどの平坦面が城跡とされる。『新編武蔵国風土記稿』「今井村」項では、平安時代（12世紀）末に木曽義仲に仕えた今井兼平の居城とする地元の伝承を紹介しつつ「されど外に証とすべきことなし。」としている。また当地から太刀金具と小皿8枚が出土したことや「嘉元2年（1304年）5月」の銘のある石碑（板碑?）の存在を伝えている。なお横浜市の遺跡地図や保土ケ谷区のホームページでは、1955年（昭和30年）の調査で城山稲荷社山腹から古銭が出土したとし、遺構の年代を「室町末」としている。
城跡とされる城山稲荷社の背後には、長さ10メートル×幅5メートル×深さ2メートルほどの、南向きに「コの字」形を呈する堀切が残り、尾根筋を遮断している。『日本城郭大系』6巻は、城郭としての規模は「小砦」の域を出ない小規模なものとしつつ、砦の西側山麓に鎌倉道が通っていることから、その押さえ、または監視のために造られた砦ではないかと考察している。
現地には横浜市長・細郷道一が揮毫した「今井城址」の石碑が建てられている。